# Anaximandro
Anaximandro (em grego: Ἀναξίμανδρος; a.C. 610 — 546 a.C.) foi um geógrafo, matemático, astrônomo, político e filósofo pré-Socrático. Discípulo de Tales, seguiu a escola jônica. Os relatos doxográficos nos dão conta de que escreveu um livro intitulado "Sobre a Natureza"; contudo, essa obra se perdeu.        
Foi um grande estudioso e se atribui a ele a confecção de um mapa do mundo habitado, a introdução na Grécia do uso do Gnômon (relógio solar) e a medição das distâncias entre as estrelas e o cálculo de sua magnitude (é o iniciador da astronomia grega).
Anaximandro acreditava que o princípio de tudo (o arkhé das coisas) era o ápeiron, isto é, uma matéria infinita da qual todas as outras se cindem. Esse á-peiron é algo insurgido (não surgiu nunca, embora exista) e imortal.
Além de definir o princípio, Anaximandro se preocupa com os "comos e porquês" das coisas todas que saem do princípio.
Ele diz que o mundo é constituído de contrários, que se auto-excluem o tempo todo. O tempo é o "juiz" que permite que ora exista um, ora outro.
Por isso, o mundo surge de duas grandes injustiças: primeiro, da cisão dos opostos que "fere" a unidade do princípio; segundo, da luta entre os princípios onde sempre um deles quer tomar o lugar do outro para poder existir.

## O universo de Anaximandro

Representação do possível mapa mundial de Anaximandro.

Anaximandro considerava que a Terra tinha o formato de um cilindro e que era circundada por várias rodas cósmicas, imensas e cheias de fogo.
O Sol era um furo, em uma dessas rodas cósmicas, que deixava o fogo escapar. À medida que essa roda girava, o Sol também girava, explicando-se, assim, o movimento do Sol em torno da Terra. Eclipses se desviam ao bloqueio total ou parcial desse furo.
A mesma explicação era dada para as fases da Lua, que também era um furo em outra roda cósmica. E finalmente, as estrelas eram pequenos furos em uma terceira roda cósmica, que se situava mais perto da Terra, do que as rodas do Sol e da Lua.
"Anaximandro,…, representa a passagem da simples designação de uma substância como princípio da natureza para uma ideia desta, mais aguda e profunda, que já aponta para os traços que irão caracterizá-la em toda a filosofia pré-socrática."

## A cosmologia de Anaximandro
Em seu livro -  Física, o pensador Simplício nos relata: "Dentre os que afirmam que há um só princípio, móvel e ilimitado, Anaximandro, filho de Praxíades, de Mileto, sucessor e discípulo de Tales, disse que o a-peiron (ilimitado) era o princípio e o elemento das coisas existentes. Foi o primeiro a introduzir o termo princípio. Diz que este não é a água nem algum dos chamados elementos, mas alguma natureza diferente, ilimitada, e dela nascem os céus e os mundos neles contidos (…) É manifesto que, observando a transformação recíproca dos quatro elementos, não achou apropriado fixar um destes como substrato, mas algo diferente, fora estes. Não atribui então a geração ao elemento em mudança, mas à separação dos contrários por causa do eterno movimento."
Para Anaximandro, o Universo era eterno e infinito. Um número infinito de mundos existiram antes do nosso. Após sua existência, eles se dissolveram na matéria primordial (o a-peiron) e posteriormente outros mundos tornaram a nascer.
Do a-peiron surgem o frio e o quente, na condição de separações da substância primordial, e se constituem o fluido, a terra, o ar e os astros. A disposição dos elementos do universo no espaço que ocupam está feita assim, de acordo com o maior ou menor peso dos elementos componentes: no centro, a terra; cobrindo-a, a água, e recobrindo tudo, o ar e o fogo. 
Essa ordem que surgiu do caos nasceu em virtude de um princípio, de uma substância única, mas de uma substância que não é determinada, mas indeterminada. A indeterminação do "princípio" de Anaximandro, à diferença da precisa determinação e transparência do "princípio" de Tales, a água, pode ser tanto devido à indiferença qualitativa que corresponde às coisas antes de ser formadas individualmente, como ao fato de que o infinito, ou seja, o indeterminado, recobre o determinado, a ordem do mundo.
Os mundos nascem e perecem no seio desse infinito, desse princípio e substância universal que faz que o diferente seja, no fundo, o mesmo. O retorno de toda formação ao informe não é, assim, senão o cumprimento de uma justiça contra essa injustiça que representa o que as coisas pretendem ser subsistentes por si mesmas, pois a justiça é, em última instância, a igualdade de tudo na substância única, a imersão, sem diferenças, no seio de uma indeterminada infinitude.
Anaximandro, contudo, não acreditava em nenhum deus, para ele todos os ciclos de criação, evolução e destruição eram fenômenos naturais, que ocorriam a partir do ponto em que a matéria abandonava e se separava do a-peiron. O a-peiron era a realidade primordial e final de todas as coisas e, consequentemente, continha toda a natureza do divino em si próprio.
Tudo o que existe, somente existe em função de uma emancipação do ser eterno e portanto ao se separar deste, é digno de castigo.
"De onde as coisas têm seu nascimento, ali também devem ir ao fundo. Segundo a necessidade, pois têm de pagar penitência e de ser julgadas por suas injustiças, conforme a ordem do Tempo."
Tudo o que nasce, um dia vai morrer. Tudo o que é quente, um dia vai esfriar. Tudo o que é grande, pode ser quebrado em pedaços menores. Fogo pode ser combatido com água, e como resultado, fogo e água deixam de existir.
Assim, Anaximandro conclui que a essência de todas as coisas não pode possuir essas propriedades determinadas que sucumbem ao longo do Tempo. Daí, seu conceito de a-peiron, ser algo ilimitado, infinito, indefinido e eterno.

## Anaximandro e a física moderna
Algumas de suas ideias são muito semelhantes a opiniões e teorias da Física atual:
- Sua ideia de um mundo que se sustenta por um equilíbrio de forças é muito semelhante à gravidade e à força centrípeta, forças que mantêm a Terra girando em torno do Sol;
- Sua ideia de que a ação do Sol faz surgirem as criaturas de estrutura simples na água, que depois migram para a terra e adquirem estrutura mais complexa se parece com a teoria da evolução das espécies;
- Sua ideia dos opostos se parece com a teoria de que o vácuo produz partículas (se supõe que, logo depois do Big-Bang, o vácuo tenha produzido pares de partículas e anti-partículas que se exterminavam ao se encontrarem, pois o espaço ainda era muito pequeno e os pares sempre se encontravam); as únicas diferenças entre as teorias são que, para Anaximandro, os pares eram de coisas com propriedades determinadas como frio e calor, e para a Física, aqueles pares eram algo como energia concentrada;
- Para Anaximandro, os contrários revezam-se no tempo, e para os cientistas, os pares se auto-exterminavam - pois eram como +1 (matéria) e -1 (anti-matéria) e, ao se encontrarem, precisavam "saldar" sua dívida de energia.

Se pode sempre supor que Anaximandro tenha chegado, em sua época, às mesmas conclusões a que muitos cientistas chegaram hoje, ainda que por meios diferentes (pois Anaximandro dispunha apenas de sua observação e de sua reflexão); assim como se pode supor que tais teorias físicas tenham sido inspiradas na leitura, por parte dos cientistas, de Anaximandro. Em qualquer das hipóteses, pode-se notar que o filósofo era uma pessoa notável.